# Indiana Jones et le Cadran de la destinée
Série Indiana Jones
Le Royaume du crâne de cristal
(2008)
Pour plus de détails, voir Fiche technique et Distribution.
Indiana Jones et le Cadran de la destinée (Indiana Jones and the Dial of Destiny) est un film d'aventures américain réalisé par James Mangold et sorti en 2023. Il s'agit du cinquième et ultime volet de la saga cinématographique Indiana Jones.
Le film est présenté en avant-première hors compétition au festival de Cannes 2023.
En 1969, alors qu'il est en plein divorce, le professeur Indiana Jones s'apprête à prendre sa retraite, après plus de dix ans à enseigner au Hunter College de New York. Sa filleule Helena Shaw lui rend une visite surprise : elle cherche le légendaire cadran d'Archimède, une machine qui permettrait de localiser des fissures temporelles. Le père d'Helena, qui possédait une moitié de cet objet, l'a confié il y a des années à Indiana Jones. Quand ce dernier comprend qu'Helena ne cherche qu'à vendre l'objet, il se lance dans une dernière aventure à sa poursuite, suivi de près par les sbires d'un scientifique allemand de la NASA, et ancien nazi,.

## Synopsis
En 1944, dans la France alors contrôlée par le régime nazi, Indiana Jones et son ami archéologue Basil Shaw cherchent à récupérer la lance de Longinus, le légionnaire qui a blessé Jésus pendant sa crucifixion. Capturé par les nazis, Indiana Jones parvient à s'échapper et embarque à bord d'un train chargé d'objets d'arts pillés ou spoliés qui doit rejoindre Berlin. Indiana espère y retrouver la lance. Il la découvre, mais comprend qu'il s'agit d'un faux. En se frayant un chemin dans le train, Indiana Jones se retrouve face à un scientifique nazi, Jürgen Voller, qui s'intéresse à la machine d'Anticythère et a réussi à acquérir l'unique moitié du mécanisme qui ait été retrouvée. Indiana Jones retrouve Basil Shaw qui avait lui aussi été capturé. Tous deux parviennent à s'échapper en emportant la machine et à faire dérailler le train, avant d'être rejoints par les forces alliées.
À l'été 1969, en pleine guerre froide, Indiana Jones est devenu un vieil homme endeuillé (son fils Mutt est mort) et en instance de divorce d'avec Marion Ravenwood. Il ne prend pas part à la joie générale après le succès de la mission Apollo 11 qui a vu les premiers pas d'un humain sur la Lune, et se prépare à prendre sa retraite.
Après un dernier cours sur le siège de Syracuse et la machine d'Anticythère, auquel une mystérieuse jeune femme participe, Indiana Jones part en retraite. Assis dans un bar, il reçoit alors la visite de la jeune femme qui participait à son dernier cours, et qui se révèle être Helena Shaw, la fille de Basil, dont Indiana Jones est le parrain (et qu'il surnommait « Wombat » quand elle était enfant). La jeune femme se passionne pour la machine d'Anticythère. Indiana Jones s'en inquiète car Basil, vers la fin de sa vie, était lui aussi obsédé par la machine, persuadé qu'elle avait la capacité de prévoir de « grandes perturbations » dans l'Histoire. Voyant Basil sombrer dans la folie, Indiana Jones lui avait pris les restes du mécanisme, contre la promesse de les détruire.
Lorsque Helena se montre décidée à partir en quête de la machine en explorant l'endroit où Indiana Jones et Basil s'étaient échappés du train nazi, Indiana Jones l'emmène à la bibliothèque du Hunter College et lui montre la machine, qu'il n'a en réalité jamais détruite. Mais tous deux sont interrompus par l'arrivée d'un groupe d'intrus qui semblent poursuivre Helena. Parmi eux, des agents de la CIA, menés par une femme nommée Mason, mais aussi des mercenaires indépendants aux méthodes violentes, menés par Klaber. Les intrus poursuivent Helena puis Indiana Jones, mais les deux parviennent à leur échapper après une course-poursuite en pleine parade de célébration de la mission Apollo 11 (le 13 août 1969). Helena s'enfuit avec la machine tandis qu'Indiana Jones a fort à faire pour échapper à ses poursuivants.
Les agents en question, mené par Klaber, sont au service d'un certain Schmidt, qui n'est autre que le nazi Jürgen Voller, devenu un célèbre ingénieur qui a réalisé les calculs nécessaires à l'accomplissement de la mission Apollo 11. Lui et ses acolytes s'envolent ensuite pour le Maroc, où Helena Shaw se trouve déjà.

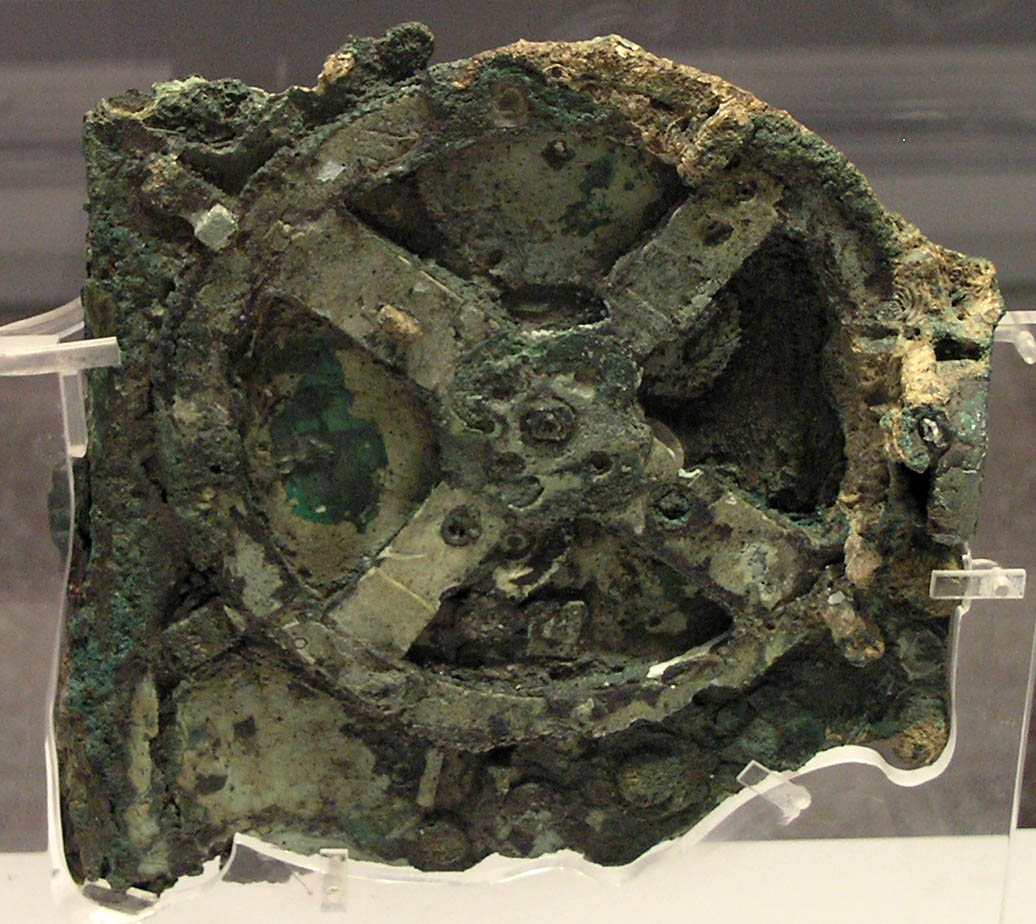
Fragment principal de la machine d'Anticythère.

Grâce à un ancien contact, Sallah Faisel el-Kahir, chez qui il s'est réfugié, Indiana Jones découvre qu'en fait Helena n'est qu'une voleuse, et il prend également l'avion vers le Maroc et retrouve ensuite Helena Shaw à Tanger, dans un hôtel possédé par un fameux gangster, « Big » Rahim. Helena s'apprête à vendre la machine d'Anticythère au plus offrant. Indiana Jones tente de stopper la vente, mais ils sont rattrapés par Voller et ses hommes, qui s'emparent de la machine et prennent la route de l'aéroport. Indiana Jones et Helena Shaw se lancent à leurs trousses sur un tuk-tuk dans une folle course-poursuite à travers la ville, accompagnés par un jeune garçon de Tanger appelé Teddy Kumar, qu'Helena a pris sous son aile, mais ils sont eux-mêmes poursuivis par le fils de Rahim, qui s'avère être l'ex-mari d'Helena. Après de multiples péripéties, Indiana Jones et Helena parviennent à récupérer la machine tandis que Voller réussit à s'échapper. Après la fusillade au Hunter College et les violences perpétrées pendant la poursuite, les agents de la CIA refusent de continuer à chercher la machine pour le compte de Schmidt. Ce dernier fait alors tuer Mason et les agents de la CIA par Klaber et ses propres hommes et révèle qu'il n'est autre que Jürgen Voller, toujours nazi.
Grâce aux notes prises par Basil, qu'Helena a retenues par cœur, Indiana Jones et Helena comprennent que le mécanisme d'Anticythère constitue la moitié d'une machine complexe inventée par le fameux mathématicien grec Archimède. Voller entend se servir du Cadran pour retourner trente ans en arrière dans le temps, afin de changer l'issue de la Seconde Guerre mondiale. Indiana et Helena déduisent, d'après les découvertes de Basil, où se trouve le Graphikos, une tablette codée indiquant où se situe l'autre partie du Cadran : dans une épave de bateau au large de la Grèce.
Indiana, Helena et Teddy rejoignent la Grèce où vit Renaldo, un vieil ami d'Indiana, qui possède un bateau et l'équipement nécessaire pour plonger avec un scaphandre. Durant le trajet, Indiana et Helena évoquent ce qu'ils feraient s'ils pouvaient changer le temps. Indiana révèle qu'il ferait tout pour empêcher son fils Mutt de s'engager dans l'armée : celui-ci est mort au Viêt Nam et Marion, sa mère, ne s'en est jamais remise ; elle et Indiana sont actuellement en cours de divorce, la mort de leur fils ayant fait voler leur famille en morceaux. Le lendemain, Teddy reste sur le pont tandis qu'Helena, Indiana, Renaldo et un autre marin plongent pour explorer l'épave où ils retrouvent le Graphikos. Malheureusement, à la remontée sur le bateau, ils ont la mauvaise surprise de tomber sur Voller, Klaber et leurs acolytes. Voller contraint l'équipe à décoder le Graphikos, et tue Renaldo pour appuyer ses menaces. Helena se plie au jeu contre une récompense, ce qui révolte Indiana mais elle détourne en réalité l'attention de Voller et de ses hommes pour provoquer une explosion. Les trois comparses s'enfuient ensuite avec le bateau de Voller.
À bord du navire, Indiana examine le Graphikos et comprend que ce dernier dissimule quelque chose. En le faisant fondre (la tablette est constituée principalement de cire), il dévoile une autre tablette, en or, qui indique le véritable emplacement du second Cadran. Ils mettent le cap vers la Sicile, et non vers Alexandrie, comme l'avait annoncé Helena à Voller. Ce dernier, en les observant avec des jumelles, comprend qu'ils l'ont berné car ils se dirigent vers l'Ouest.
Arrivé en Sicile, Indiana part acheter de quoi explorer la grotte de Dionysios, où est dissimulé le tombeau d'Archimède, là où se trouve la seconde moitié du Cadran. Teddy, en s'éloignant, est capturé par Voller et par ses hommes, arrivés eux aussi en Sicile. S'ensuit une course entre les deux groupes, Indiana et Helena découvrant les premiers la tombe d'Archimède et la deuxième moitié du Cadran. En observant la tombe et le corps du mathématicien, Indiana et Helena remarquent que la tombe est ornée d'une frise évoquant un phénix à hélices, et qu'Archimède porte une montre accrochée à son poignet, objet curieusement anachronique qui sera inventé des siècles après Archimède. Ils comprennent alors que quelque chose ne va pas, qu'Archimède a dû se servir du Cadran et que celui-ci fonctionne donc réellement. Voller, Klaber et ses hommes arrivent sur ces entrefaites, s'emparent du Cadran enfin complet et font prisonnier Indiana qui est gravement touché par une balle. Helena et Teddy parviennent à sortir de la grotte et les suivent à moto.

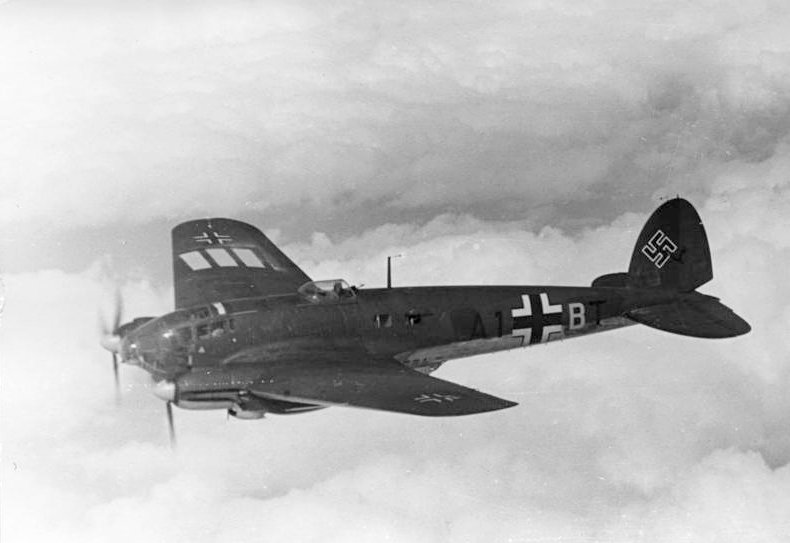
Un avion Heinkel He 111.

Voller amène Indiana dans un aérodrome, où un bombardier Heinkel He 111 aux couleurs nazies est paré à décoller. Lui-même a revêtu son uniforme, tout comme ses complices. Une fois embarqués, Voller révèle à Indiana qu'il compte remonter le temps, grâce aux indications de Basil, jusqu'en 1939, afin de tuer Hitler et de permettre à l'Allemagne nazie de gagner la guerre. Indiana remarque que Voller possède une montre semblable à celle présente dans la tombe d'Archimède. Indiana se rend compte ensuite qu'ils ne vont pas atterrir à l'endroit prévu : Archimède ne connaissant pas le principe de la dérive des continents, le Cadran ne prend pas celui-ci en compte : les calculs de Voller sont faussés. De leur côté, Helena et Teddy sont aussi dans le ciel, la première ayant réussi à embarquer clandestinement à bord de l'avion de Voller par le train d'atterrissage, le second pilotant son propre engin, plus petit, volé à l'aérodrome, et dont le pilote endormi à l'arrière se réveille pour gronder Teddy.
Les deux avions traversent un énorme nuage, et par ce biais remontent le temps, et débarquent alors, à la stupéfaction de tous, non pas en 1939 en Sicile, mais en 213 av. J.-C., en plein siège de Syracuse. Archimède en personne, dans son atelier, ayant aperçu les deux avions arriver dans le ciel, comprend que son Cadran, qu'il est en train d'inventer, va fonctionner, et prend aussitôt la direction du champ de bataille. L'avion de Voller, pris pour un dragon (et plus tard représenté comme le fameux phénix à hélices sur la tombe d'Archimède), est finalement abattu par des flèches de balistes romaines, malgré la riposte des mitrailleuses nazies à bord, et Voller, Klaber et ses hommes sont tués. Indiana et Helena, qui se sont battus avec les nazis dans l'avion, se retrouvent sains et saufs après un saut en parachute, et rencontrent alors Archimède venu à eux. Ce dernier a récupéré le Cadran entier dans la carcasse du bombardier (en prononçant « eurêka »), ainsi que la montre de Voller (celle-là même qu'il gardera dans sa tombe). Helena comprend que le Cadran a été truqué par Archimède pour que les potentiels utilisateurs se retrouvent précisément au siège de Syracuse afin de mettre les Romains en déroute. Teddy fait atterrir son avion près d'eux, et lui et Helena veulent repartir au plus vite ; mais Indiana, las de cette aventure, souhaite rester dans cette époque, sous prétexte que plus rien ne l'attend dans la sienne. Excédée, Helena l'assomme.
Indiana se réveille chez lui à New York en 1969, ramené à son époque par Helena et Teddy. Helena est présente à son réveil, le convainc qu'il était préférable de ne pas changer le cours de l'Histoire, puis arrivent Teddy et Marion Ravenwood, qu'Helena a fait venir, suivis peu de temps après par Sallah et ses petits-enfants. Indiana et Marion, laissés seuls ensuite, se réconcilient.

## Fiche technique
Sauf indication contraire, les informations mentionnées dans cette section peuvent être confirmées par les bases de données cinématographiques IMDb et Allociné,  présentes dans la section « Liens externes ».
- Titre original : Indiana Jones and the Dial of Destiny
- Titre français et québécois : Indiana Jones et le Cadran de la destinée[3]
- Réalisation : James Mangold
- Scénario : Jez Butterworth, John-Henry Butterworth, David Koepp et James Mangold, d'après les personnages créés par Philip Kaufman et George Lucas
- Musique : John Williams
- Direction artistique : Peter Dorme, Tim Dutton, Roberta Federico, Martin Foley, Lydia Fry, Oliver Goodier, Kate Grimble, Jake Hall, Samuel Leake, Charlotte Malynn, Sahby Mehalla, Andrew Palmer, Isona Rigau, Quinn Robinson, Elicia Scales et Oli van der Vijver
- Décors : Adam Stockhausen
- Costumes : Joanna Johnston
- Photographie : Phedon Papamichael
- Son : David Giammarco (en), Warren Hendriks, Paul Massey (en), William Stein
- Montage : Andrew Buckland (en), Michael McCusker (en) et Dirk Westervelt
- Production : Simon Emanuel, Kathleen Kennedy et Frank Marshall
  - Production déléguée : George Lucas et Steven Spielberg
  - Production associée : Blake Simon
  - Coproduction : Candice Campos et Anthony Dixon
- Sociétés de production : Lucasfilm Ltd. et Walt Disney Pictures, en association avec Paramount Pictures[N 1]
- Société de distribution : Walt Disney Studios Motion Pictures (États-Unis, Canada) ; Walt Disney Studios Motion Pictures International (France)
- Budget : 295 millions $[4]
- Pays de production :  États-Unis
- Langue originale : anglais
- Format : couleur — Digital — 2,39:1 (CinemaScope / Panavision) — son Dolby Atmos / D-Cinema 96 kHz Dolby Surround 7.1 / Dolby Digital / Auro 11.1 / Dolby Surround 7.1 / 12-Track Digital Sound
- Genre : action, aventure, science-fiction
- Durée : 154 minutes
- Dates de sortie[5] :
  - France : 18 mai 2023 (Festival de Cannes) ; 28 juin 2023 (sortie nationale)[1]
  - Belgique, Suisse romande : 28 juin 2023[6],[2]
  - États-Unis, Québec : 30 juin 2023[3]
- Classification :
  - États-Unis : accord parental recommandé, film déconseillé aux moins de 13 ans (PG-13 - Parents Strongly Cautioned)[N 2]
  - France : tous publics[7]
  - Belgique : potentiellement préjudiciable jusqu'à 12 ans (Mogelijk schadelijk voor kinderen onder de 12 jaar)[6],[8]
  - Suisse romande : interdit aux moins de 12 ans[9]
  - Québec : tous publics - déconseillé aux jeunes enfants (G - General Rating)[3]

## Distribution
- Harrison Ford (VF et VQ : Richard Darbois) : le docteur Henry Walton Jones Jr., dit « Indiana Jones »
- Phoebe Waller-Bridge (VF : Julie Dumas ; VQ : Annie Girard) : Helena Shaw
- Mads Mikkelsen (VF : Yann Guillemot ; VQ : Louis-Philippe Dandenault) : Jürgen Voller / Schmidt (inspiré en partie de Werner von Braun[10])
- John Rhys-Davies (VF : Féodor Atkine ; VQ : Guy Nadon) : Sallah Faisel el-Kahir
- Thomas Kretschmann (VF : Antoine Tomé ; VQ : Pierre Auger) : le colonel Weber
- Boyd Holbrook (VF : Axel Kiener ; VQ : Frédérik Zacharek) : Klaber
- Shaunette Renée Wilson (VF : Corinne Wellong ; VQ : Naïla Louidort) : Mason
- Toby Jones (VF : Franck Capillery ; VQ : François Sasseville) : Basil Shaw
- Antonio Banderas (VF : Bernard Gabay ; VQ : Manuel Tadros) : Renaldo
- Ethann Isidore (VF et VQ : lui-même) : Teddy Kumar
- Karen Allen (VF : Frédérique Tirmont ; VQ : Élise Bertrand) : Marion Ravenwood
- Olivier Richters (en) : Hauke
- Alaa Safi (VF : lui-même) : Rahim
- Mark Killeen (en) : Pontimus
- Nasser Memarzia : Archimède
- Martin McDougall : Durkin
- Francis Chapman : un jeune officier SS
- Chase Brown (VF : Gauthier Battoue) : Larry, le voisin d'Indiana

## Production

### Genèse et développement
En 2012, Walt Disney Pictures rachète Lucasfilm et possède de jure les droits sur la série de films. Paramount Pictures studios envisagent alors de produire de nouveaux films, après avoir prioritairement relancé la très lucrative saga Star Wars, l'autre univers phare de Lucasfilm. En octobre 2015, Steven Spielberg indique qu'il réalisera probablement un Indiana Jones 5 avec Harrison Ford dans le rôle-titre. Le 1er janvier 2016, Robert Iger, le président-directeur général de The Walt Disney Company confirme la mise en production de cette suite,. Le 22 juin 2016, Robert Iger souhaite que la franchise Indiana Jones prenne un nouveau départ après la sortie du cinquième opus.
Le 7 mars 2017, Alan F. Horn, président de Disney Studios annonce la sortie le 19 juillet 2019 du cinquième épisode de la saga,. Le 25 avril 2017, la date de sortie est repoussée au 10 juillet 2020 par les studios Disney,. Le scénariste prévu est David Koepp qui occupait le même poste pour le quatrième film de la franchise,. La participation de George Lucas à la production ou au scénario n'a pas encore été confirmée.
Alors que le film devait sortir en 2020, Steven Spielberg annonce un changement d'emploi du temps ce qui repousse le film d'un an, il sortira donc en juillet 2021. En août 2019, Steven Spielberg annonce que le tournage commencera en avril 2020. Début février 2020, Kathleen Kennedy annonce que le film n'est pas une nouvelle version d'un film existant ; il développe une nouvelle histoire.
Le 27 février 2020, Steven Spielberg annonce finalement qu'il renonce à réaliser le film, bien qu'il reste son producteur. James Mangold est alors évoqué en remplacement.
Le scénariste David Koepp quitte le projet à son tour après le départ de Steven Spielberg,. James Mangold écrit alors un nouveau script avec Jez et John-Henry Butterworth (en), avec lesquels il a écrit Le Mans 66.

### Attribution des rôles

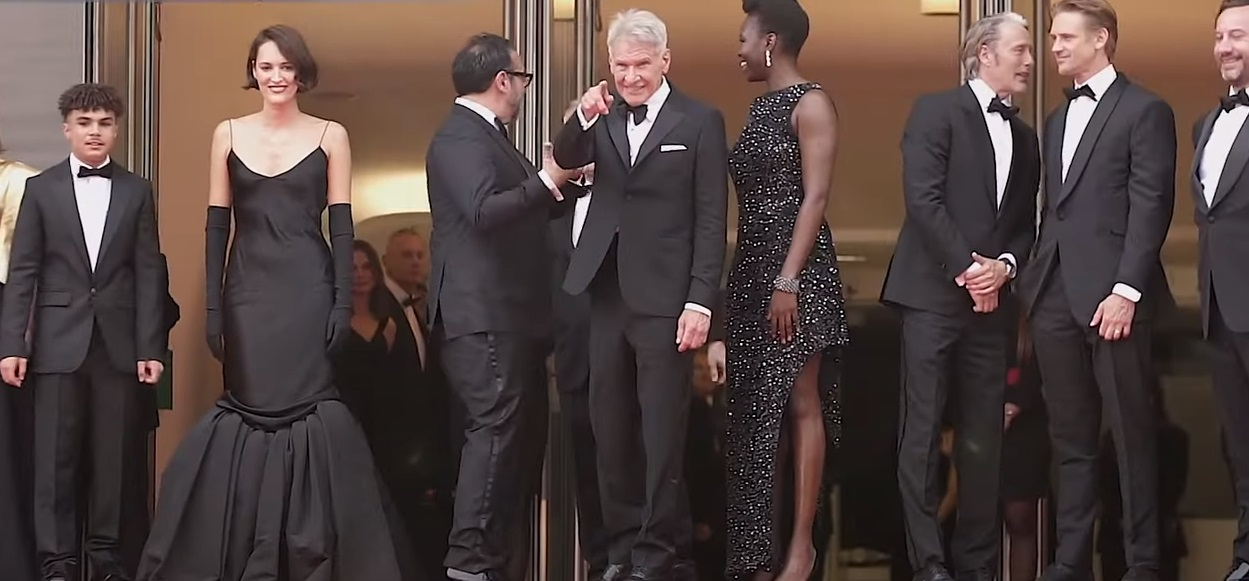
Ethann Isidore, Phoebe Waller-Bridge, James Mangold, Harrison Ford, Shaunette Renée Wilson, Mads Mikkelsen, Boyd Holbrook lors de la montée des marches de l'équipe au Festival de Cannes 2023.

En avril 2021, Phoebe Waller-Bridge, Mads Mikkelsen et Thomas Kretschmann rejoignent Harrison Ford,,. Le mois suivant, Boyd Holbrook et Shaunette Renée Wilson sont confirmés.
Alors que John Rhys-Davies exprime son envie de reprendre son rôle de Sallah (présent dans Les Aventuriers de l'arche perdue et Indiana Jones et la Dernière Croisade), sa participation n'est pas confirmée,. Karen Allen estime quant à elle que son personnage de Marion Ravenwood devrait logiquement revenir dans ce 5e film.
Alors que le tournage a débuté, il est annoncé que Toby Jones sera présent.
Le 16 juillet 2021, Antonio Banderas rejoint lui aussi la distribution.

### Tournage

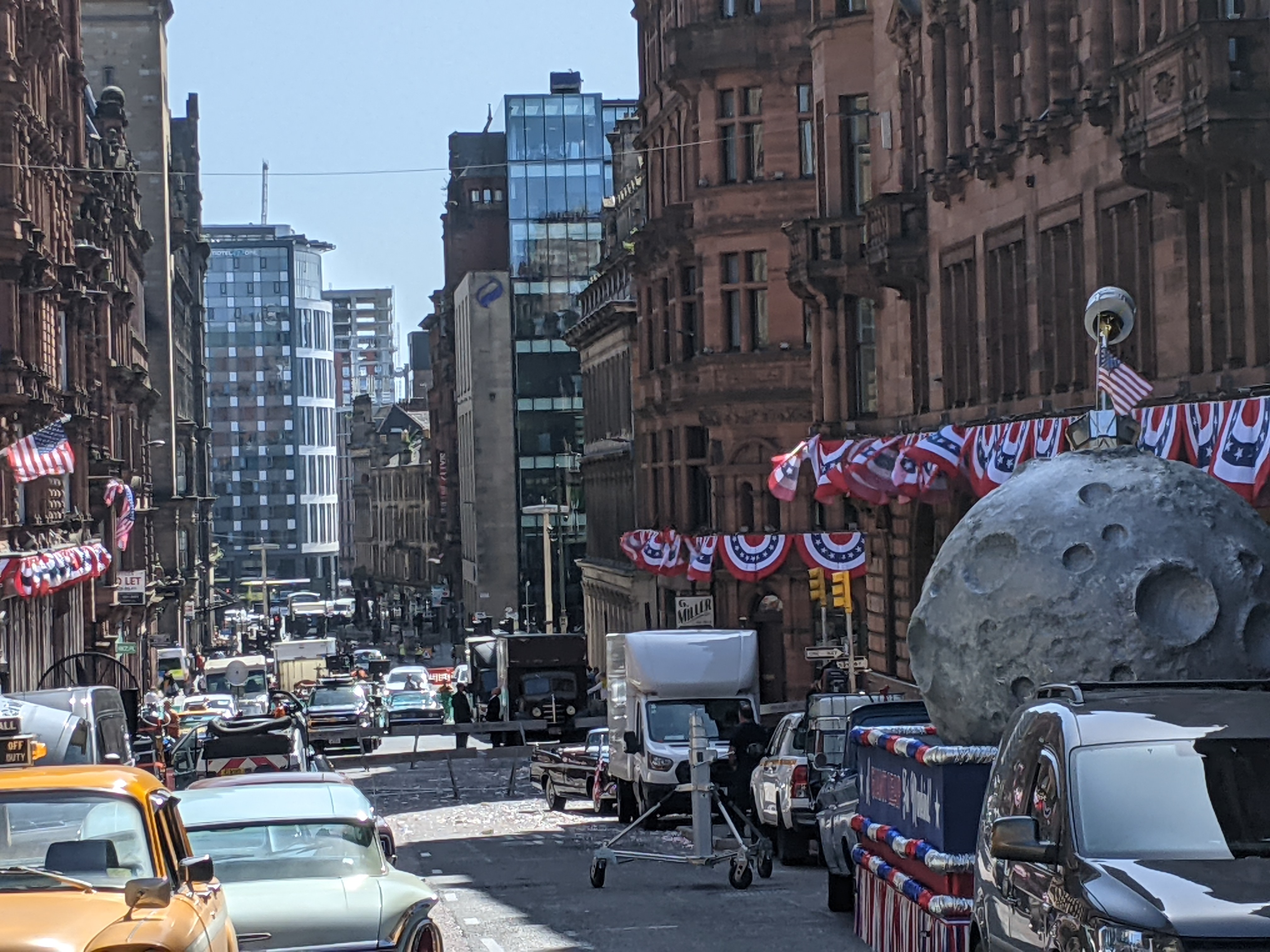
Le tournage de la ticker-tape parade new-yorkaise célébrant les astronautes d'Apollo 11 a lieu dans les rues de Glasgow, en Écosse.

Le tournage débute le 4 juin 2021. Il se déroule notamment aux Pinewood Studios, au château de Bamburgh ou encore sur la North Yorkshire Moors Railway (en) dans le Yorkshire du Nord,. Des scènes sont tournées en Écosse, notamment sur le Leaderfoot Viaduct (en), ou à Glencoe pour une course-poursuite à moto. Des plans sont aussi réalisés à Biggar. Courant juin, le tournage se poursuit à Londres et ses environs, notamment dans le borough londonien de Hackney.
Un mois plus tard, la production déménage en Sicile, en Italie. Le tournage italien, qui comprend près de six cents membres d'équipage, commence dans la ville de Syracuse, avec des endroits tels que la grotte de l'oreille de Denys et la grotte des Cordeliers (Grotta Dei Cordari) du parc archéologique de Néapolis, et le château Maniace. Les lieux de tournage ultérieurs en Sicile comprenaient la ville de Cefalù et la province de Trapani. Ce dernier endroit comprenait le tournage dans les villes de Castellammare del Golfo et Marsala. Harrison Ford et Waller-Bridge ont également été filmés au temple de Ségeste.
Certains tournages en Sicile montraient des acteurs déguisés en soldats romains, créant des spéculations selon lesquelles le scénario du film comportait un voyage dans le temps. Le tournage commence à Fès, au Maroc le 17 octobre 2021.
Le 23 juin 2021, il est révélé que Harrison Ford s'est blessé à l'épaule durant la préparation d'une scène de combat, ce qui oblige la production à réorganiser en partie son calendrier.
Début novembre 2021, Nic Cupac, responsable de l'assemblage des décors, meurt dans sa chambre d'hôtel, lors d'un déplacement du tournage au Maroc. Sa mort n'est pas liée au tournage.
Le tournage s'achève le 26 février 2022.

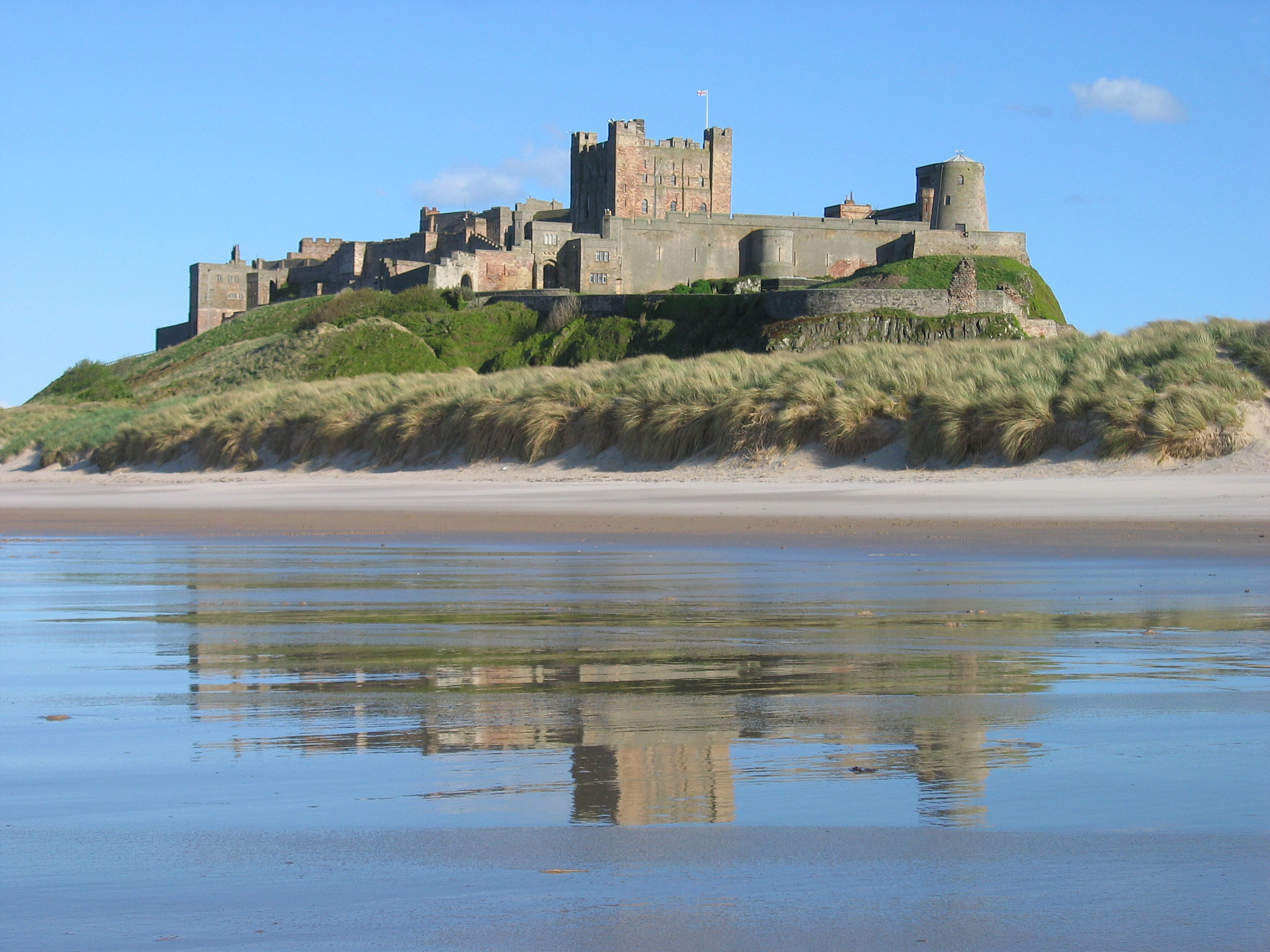
Le château de Bamburgh.
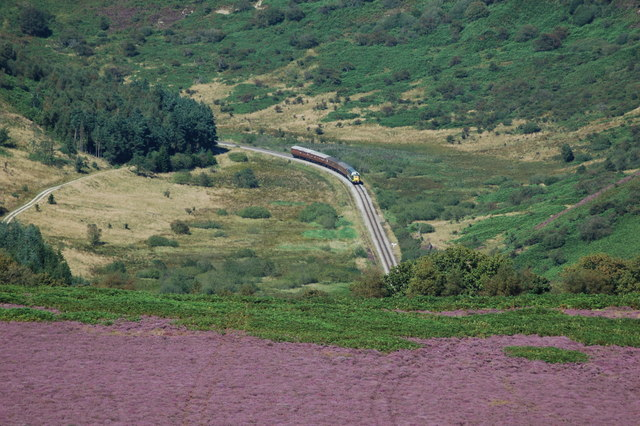
La North Yorkshire Moors Railway.
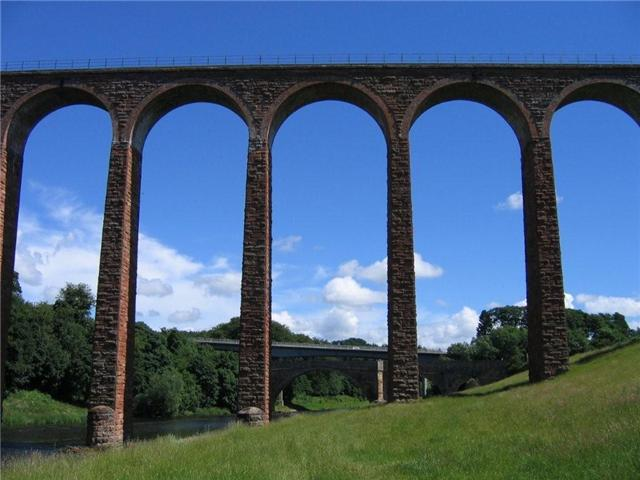
Le viaduc Leaderfoot (en).
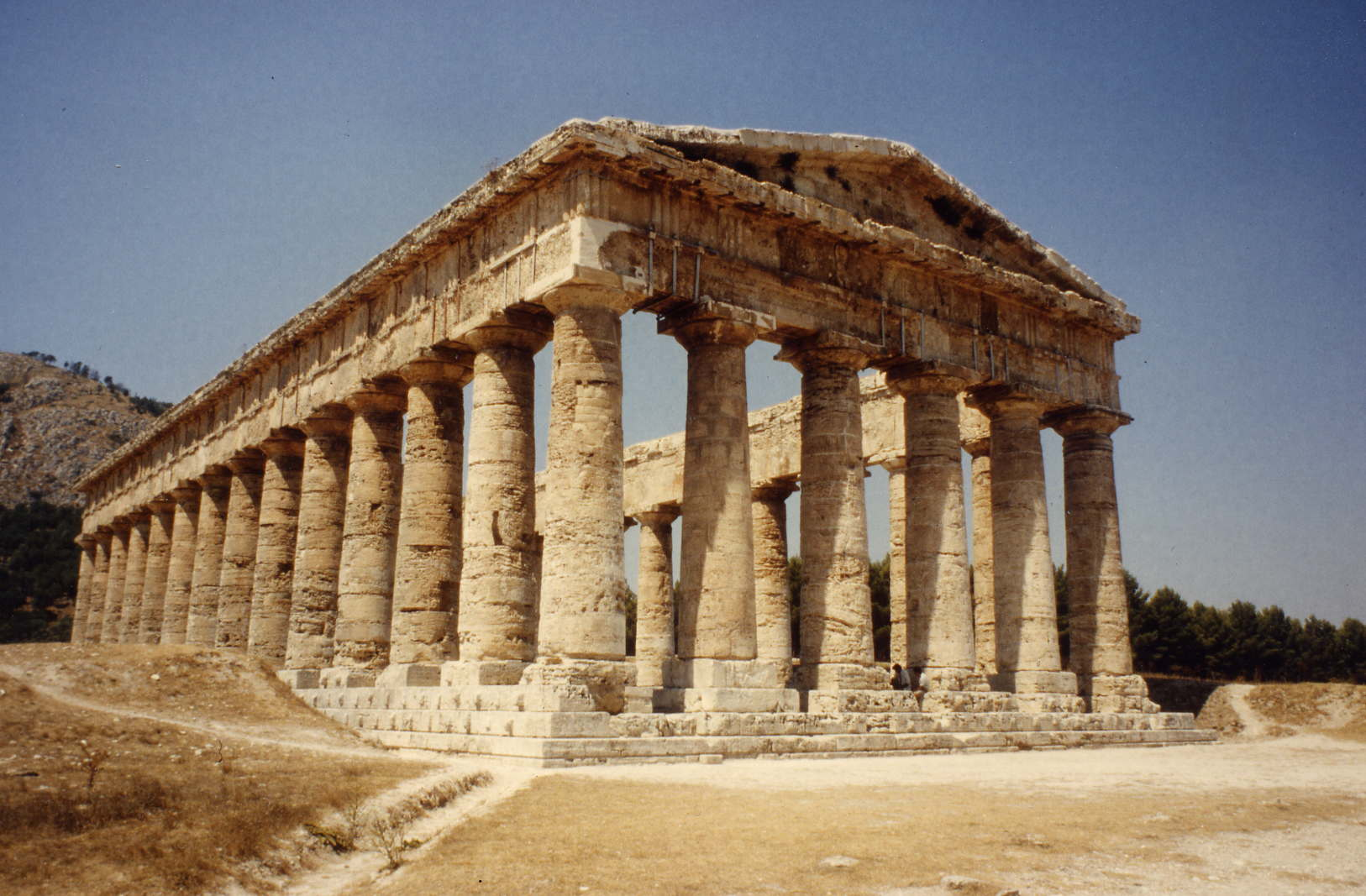
Le temple de Ségeste.
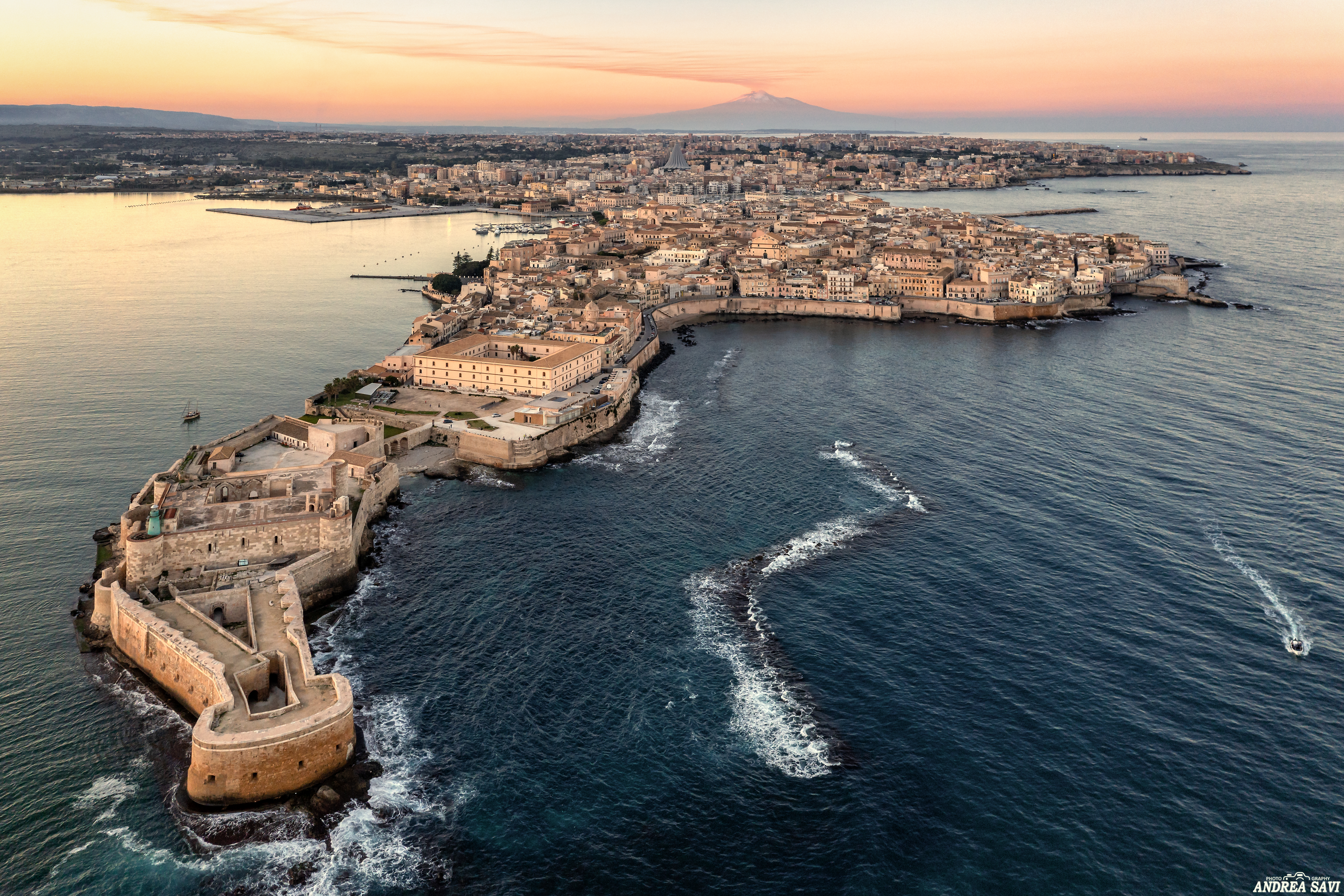
Le château Maniace au bout de l'île d'Ortygie à Syracuse.
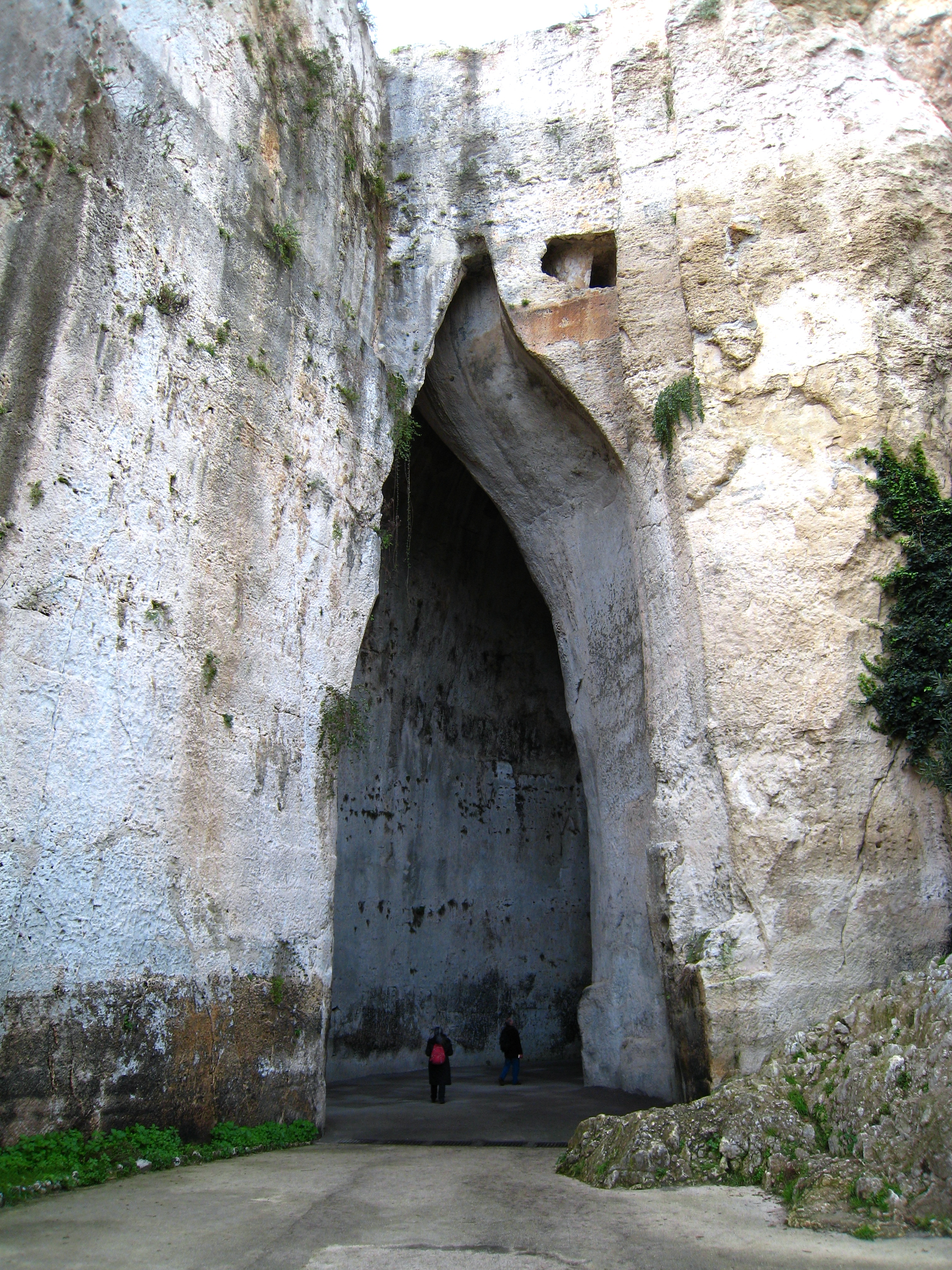
L'oreille de Denys du parc archéologique de Néapolis.

## Sortie et accueil

### Date de sortie

Logo de la bande-annonce.

Le film devait initialement sortir en 2021. En raison de la pandémie de Covid-19, Disney réorganise son calendrier de sorties et repousse le film à 2022. En octobre 2021, la sortie est à nouveau repoussée à juin 2023.

### Critique

#### Monde anglophone
Sur le site agrégateur de critiques Rotten Tomatoes, le film obtient un score de 68 % d'avis positifs, sur la base de 284 critiques collectées et une note moyenne de 6,3/10 ; le consensus du site indique : « Ce n'est pas aussi excitant que les aventures précédentes, mais la bouffée de nostalgie qu'on éprouve à revoir Harrison Ford en action aide [Indiana Jones et le Cadran de la destinée] à trouver quelques derniers trésors cinématographiques. » Sur Metacritic, le film obtient une note moyenne pondérée de 57 sur 100, sur la base de 59 critiques collectées ; le consensus du site indique : « Avis mitigés ou moyens ».
Au Royaume-Uni, dans The Guardian, Peter Bradshaw donne au film une note de trois étoiles sur cinq, estimant que ce cinquième opus d'Indiana Jones possède « de l'entrain, de l'humour et de la sincérité narrative avec toute sa fantaisie de MacGuffin, toutes choses que le précédent [Indiana Jones et le Royaume du crâne de cristal] n'avait vraiment pas ». Dans The Times, Kevin Maher (en) donne au film une note de 2 sur 5, trouvant que celui-ci échoue à atteindre son objectif tout en restant meilleur qu’Indiana Jones et le Royaume du crâne de cristal.
Aux États-Unis, dans le Washington Post, Michael O'Sullivan donne au film une note de 2,5 sur 4, le qualifiant de « final approprié, bien que tiré par les cheveux » où le réalisateur James Mangold fait une « contribution compétente au canon ». Dans The Wall Street Journal, Kyle Smith trouve que « malgré sa distribution brillante — qui inclut Mads Mikkelsen, Phoebe Waller-Bridge et Antonio Banderas — le cinquième opus de la très populaire franchise, réalisé par James Mangold, échoue dans sa quête d'un trésor du cinéma ». Pour le critique Armond White du magazine National Review, dans son article intitulé « La contrefaçon d'Indiana Jones », le film souffre sans l'expérience de Steven Spielberg comme réalisateur : « [Le Cadran de la destinée] est le plus cyniquement conçu de tous les films d'Indiana Jones, qui se dirigeaient vers un rayonnement moral. Rien dedans ne semble original […] Le producteur Spielberg succombe à ses prétendants qu'il a inspirés, ou qui l'ont imité (Robert Zemeckis, Ron Howard, Mangold et toute la bande Marvel) », ajoutant : « C'est comme si Spielberg n'avait plus rien à dire sur un pionnier américain qui représente l'héroïsme politique. C'est peut-être parce que Spielberg lui-même a abandonné cette quête. » Le film est nommé aux Razzie Awards dans les catégories du pire prequel, remake, plagiat ou suite et du pire scénario.
Au Canada, Jackson Weaver du site de la CBC décrit le film comme « médiocre » et montrant une « nostalgie toxique » ; il déplore que l'âge avancé d'Harrison Ford détourne l'attention du film : « alors qu'il parcourt les dialogues du cinquième film de [Indiana] Jones avec toute la vitalité espiègle de Noam Chomsky dans un fédora, la faible énergie de [Harrison] Ford ne peut pas être entièrement attribuée au fait que le personnage de 70 ans qu'il incarne a en fait une décennie de moins que lui. »

#### France
En France, le site Allociné propose une note moyenne de 3,5 sur 5 pour le film, sur la base de 39 critiques de presse collectées.
Dans le quotidien Libération, Lelo Jimmy Batista, qui accorde au film une note de 4 sur 5, apprécie « un film trépidant et inattendu sur l'âge et ses limites », porté par deux paires de personnages qui s'opposent : d'un côté, Indiana Jones et son ennemi, tous deux sur le déclin et peinant à trouver leur place dans une époque qui les oublie ; de l'autre, Helena Shaw et Teddy, bourrés d'énergie et faisant écho au duo que formaient Willie Scott et Demi-Lune dans Indiana Jones et le temple maudit. Le film lui paraît typique du cinéma de James Mangold, « cinéaste des éclopés et des héros vieillissants », comme dans son premier film Heavy. Le réalisateur lui paraît donner ainsi une dimension nouvelle à Indiana Jones, dans « un film que n’aurait jamais pu faire Spielberg, lui qui, à de rares exceptions près, a toujours roulé pour l’enfance. »
Parmi les critiques de presse les plus convaincus figure Ouest-France, qui estime qu'« on retrouve tous les arguments qui font le succès de la saga : l'aventure, l'action, l'humour, la chance pour une grosse tranche de cinéma. » Le Parisien est également très convaincu et salue le « duo épatant » formé par Harrison Ford et Phoebe Waller-Bridge, ainsi que l'« énergie inépuisable » de cette dernière.
Dans le quotidien gratuit 20 Minutes, Caroline Vié apprécie « un séduisant mélange de nouveauté et de tradition », capable de convaincre aussi bien les fans des précédents films que ceux qui découvrent Indiana Jones, et conclut que le héros « prend sa retraite en beauté ». Le magazine spécialisé L'Écran fantastique juge que « James Mangold tient entre ses mains un mythe, et chaque instant du film nous démontre qu'il en comprend l’héritage et en mesure le poids. » Télérama estime que Mangold livre « une prestation très fidèle à l'esprit de la saga. »
Dans Le Monde, Jacques Mandelbaum confère au film une note de 3 sur 5 et apprécie le motif poétique du voyage dans le temps, approprié pour l'âge de l'acteur principal. Le magazine L'Obs, qui attribue trois cœurs au film, salue « un efficace numéro de funambule entre action hypertrophiée et effets numériques, typiques du blockbuster d'aujourd’hui, et classicisme à l’ancienne ». Il fait néanmoins quelques réserves : le film lui paraît trop long, et il n'est guère convaincu par le prologue où figure un Harrison Ford rajeuni par des effets spéciaux numériques, pas plus que par le personnage de Teddy. Pour La Croix, le film ne montre pas d'originalité mais « applique les recettes déjà éprouvées par le passé » et « clôt la saga avec brio ».
Dans le magazine Marianne, Olivier De Bruyn reproche au film sa durée excessive et ses scènes d'action à rallonge, mais conclut que « dans son genre, cette comédie exotique vaut mieux, beaucoup mieux, que l'écrasante majorité des « produits » interchangeables manufacturés à Hollywood. »
Parmi les critiques de presse les moins convaincus par le film, le journal L'Humanité reproche au film de ne jamais vouloir prendre de risques et d'aboutir à « une épopée sans souffle ». Dans les Cahiers du cinéma, Yal Sadat, qui apprécie le prologue, regrette que le film s'enlise ensuite dans « des prouesses davantage à la portée d'un vieux monsieur ».

### Box-office
Lors de son premier week-end d'exploitation en salles aux États-Unis, le film récolte plus de 60 millions de dollars et prend largement la tête du box office local, devant Spider-Man: Across the Spider-Verse (11,5 millions) et Élémentaire (11,3 millions). Il réalise le deuxième meilleur démarrage en salles d'un film de la saga Indiana Jones, après celui du quatrième volet, Indiana Jones et le Royaume du crâne de cristal, qui avait récolté 100 millions de dollars en un week-end.
En France, le film sort en salles le 28 juin 2023. Lors de sa première semaine d'exploitation, il réalise un peu plus de 1 089 000 entrées et prend largement la tête du box office français, devant Élémentaire (environ 537 000 entrées la même semaine) et Spider-Man: Across the Spider-Verse (environ 203 000 entrées la même semaine). Après trois semaines d'exploitation, le nombre cumulé d'entrées est de 2 124 270.
| Pays ou région | Box-office          | Date d'arrêt du box-office | Nombre de semaines |
| -------------- | ------------------- | -------------------------- | ------------------ |
| États-Unis     | 174 385 511 dollars | 14 septembre 2023          | 11                 |
| France         | 3 049 043 entrées   | 5 octobre 2023             | 11                 |
| Monde          | 383 963 057 dollars | 5 octobre 2023             | 11                 |

Compte tenu des sommes engagées pour la réalisation du film, ses résultats commerciaux en font un relatif échec. Doté d'un budget de production de 300 à 400 millions de dollars (hors marketing), dont des parts importantes sont à attribuer aux retards dus à la pandémie de Covid-19 et aux salaires de Ford (20 millions), Spielberg et Mangold, le film ne devrait pas être capable de rembourser son budget, un objectif qui aurait été atteint en récoltant un minimum de 800 millions de dollars.

## Distinctions
Source : Internet Movie Database et Allociné

### Distinctions2023
| Distinctions 2023 du film Indiana Jones et le Cadran de la destinée | Distinctions 2023 du film Indiana Jones et le Cadran de la destinée | Distinctions 2023 du film Indiana Jones et le Cadran de la destinée | Distinctions 2023 du film Indiana Jones et le Cadran de la destinée | Distinctions 2023 du film Indiana Jones et le Cadran de la destinée |
| Évènements                                                          | Catégorie / Récompense                                              | Nommé(es) / Lauréat(es)                                             | Résultats                                                           |                                                                     |
| ------------------------------------------------------------------- | ------------------------------------------------------------------- | ------------------------------------------------------------------- | ------------------------------------------------------------------- | ------------------------------------------------------------------- |
| Golden Trailer Awards                                               | Meilleur teaser                                                     | Indiana Jones et le Cadran de la destinée                           | Nomination                                                          |                                                                     |
| Phoenix Critics Circle                                              | Meilleur film de science-fiction                                    | Indiana Jones et le Cadran de la destinée                           | Nomination                                                          |                                                                     |
| St. Louis Film Critics Association                                  | Meilleur film d'action                                              | Indiana Jones et le Cadran de la destinée                           | Nomination                                                          |                                                                     |
| St. Louis Film Critics Association                                  | Meilleures cascades                                                 | Mike Massa et Abdelaaziz Attougui                                   | Nomination                                                          |                                                                     |
| World Soundtrack Awards                                             | Compositeur de cinéma de l'année                                    | John Williams                                                       | Nomination                                                          |                                                                     |

### Sélection2023
- Festival de Cannes 2023 : sélection officielle, hors compétition pour James Mangold

### Distinctions2024
| Distinctions 2024 du film Indiana Jones et le Cadran de la destinée  | Distinctions 2024 du film Indiana Jones et le Cadran de la destinée                          | Distinctions 2024 du film Indiana Jones et le Cadran de la destinée                  | Distinctions 2024 du film Indiana Jones et le Cadran de la destinée | Distinctions 2024 du film Indiana Jones et le Cadran de la destinée |
| Évènements                                                           | Catégorie / Récompense                                                                       | Nommé(es) / Lauréat(es)                                                              | Résultats                                                           |                                                                     |
| -------------------------------------------------------------------- | -------------------------------------------------------------------------------------------- | ------------------------------------------------------------------------------------ | ------------------------------------------------------------------- | ------------------------------------------------------------------- |
| AARP Movies for Grownups Awards                                      | Meilleur film intergénérationnel                                                             | Indiana Jones et le Cadran de la destinée                                            | Nomination                                                          |                                                                     |
| Academy of Science Fiction, Fantasy and Horror Films - Saturn Awards | Saturn Award du meilleur film fantastique                                                    | Indiana Jones et le Cadran de la destinée                                            | Lauréat                                                             |                                                                     |
| Academy of Science Fiction, Fantasy and Horror Films - Saturn Awards | Saturn Award du meilleur acteur                                                              | Harrison Ford                                                                        | Lauréat                                                             |                                                                     |
| Academy of Science Fiction, Fantasy and Horror Films - Saturn Awards | Saturn Award de la meilleure musique                                                         | John Williams                                                                        | Lauréat                                                             |                                                                     |
| Academy of Science Fiction, Fantasy and Horror Films - Saturn Awards | Meilleur acteur dans un second rôle                                                          | Mads Mikkelsen                                                                       | Nomination                                                          |                                                                     |
| Academy of Science Fiction, Fantasy and Horror Films - Saturn Awards | Meilleure actrice dans un second rôle                                                        | Phoebe Waller-Bridge                                                                 | Nomination                                                          |                                                                     |
| Academy of Science Fiction, Fantasy and Horror Films - Saturn Awards | Meilleure réalisation                                                                        | James Mangold                                                                        | Nomination                                                          |                                                                     |
| Academy of Science Fiction, Fantasy and Horror Films - Saturn Awards | Meilleur montage                                                                             | Andrew Buckland, Michael McCusker et Dirk Westervelt                                 | Nomination                                                          |                                                                     |
| Academy of Science Fiction, Fantasy and Horror Films - Saturn Awards | Meilleurs costumes                                                                           | Joanna Johnston                                                                      | Nomination                                                          |                                                                     |
| Academy of Science Fiction, Fantasy and Horror Films - Saturn Awards | Meilleurs effets visuels/spéciaux                                                            | Andrew Whitehurst, Kathy Siegel, Robert Weaver et Alistair Williams                  | Nomination                                                          |                                                                     |
| Alliance of Women Film Journalists                                   | Time Waster Remake ou suite                                                                  | Indiana Jones et le Cadran de la destinée                                            | Nomination                                                          |                                                                     |
| Australian Academy of Cinema and Television Arts Awards              | AACTA Award des meilleurs effets visuels ou animation                                        | Ian Cope, Julian Hutchens, Kathy Siegel, Andrew Whitehurst et Alistair Williams      | Lauréat                                                             |                                                                     |
| CinEuphoria Awards                                                   | Meilleurs effets sonores - Compétition internationale                                        | Indiana Jones et le Cadran de la destinée                                            | Nomination                                                          |                                                                     |
| CinEuphoria Awards                                                   | Meilleure affiche - Compétition internationale                                               | Indiana Jones et le Cadran de la destinée                                            | Nomination                                                          |                                                                     |
| CinEuphoria Awards                                                   | Meilleurs effets spéciaux (sons ou visuels) - Compétition internationale                     | Kathy Siegel, Robert Weaver, Andrew Whitehurst et Alistair Williams                  | Nomination                                                          |                                                                     |
| Critics' Choice Super Awards                                         | Meilleur film d'action                                                                       | Indiana Jones et le Cadran de la destinée                                            | Nomination                                                          |                                                                     |
| Digital creation genie awards                                        | Meilleurs effets visuels dans un long métrage                                                | Diego Cordier-Royer, Laurens Ehrmann, Gladys Georges et Julien Martins               | Nomination                                                          |                                                                     |
| Digital creation genie awards                                        | Meilleur environnement                                                                       | Sandro Bertchi, Laurens Ehrmann, Julien Martins et Arnaud Ortmann                    | Nomination                                                          |                                                                     |
| Family Film Awards                                                   | Meilleur long métrage familial                                                               | Indiana Jones et le Cadran de la destinée                                            | Nomination                                                          |                                                                     |
| Golden Schmoes Awards                                                | Golden Schmoes de la plus grande déception de l'année                                        | Indiana Jones et le Cadran de la destinée                                            | Lauréat                                                             |                                                                     |
| Golden Schmoes Awards                                                | Affiche de cinéma préférée de l'année                                                        | Indiana Jones et le Cadran de la destinée                                            | Nomination                                                          |                                                                     |
| Grammy Awards                                                        | Meilleure bande son pour les médias visuels                                                  | John Williams                                                                        | Nomination                                                          |                                                                     |
| International Film Music Critics Association                         | Bande originale de l'année                                                                   | John Williams                                                                        | Lauréat                                                             |                                                                     |
| International Film Music Critics Association                         | Meilleure musique originale pour un film d'action / aventure                                 | John Williams                                                                        | Lauréat                                                             |                                                                     |
| International Film Music Critics Association                         | Compositeur de l'année                                                                       | John Williams                                                                        | Nomination                                                          |                                                                     |
| Movie Music UK Awards                                                | Bande originale de l'année                                                                   | John Williams                                                                        | Nomination                                                          |                                                                     |
| Online Film and Television Association                               | Meilleure coordination de cascades                                                           | Indiana Jones et le Cadran de la destinée                                            | Nomination                                                          |                                                                     |
| Oscars                                                               | Meilleure musique de film                                                                    | John Williams                                                                        | Nomination                                                          |                                                                     |
| Screen Actors Guild Awards                                           | Meilleure action pour une équipe de cascadeurs                                               | Indiana Jones et le Cadran de la destinée                                            | Nomination                                                          |                                                                     |
| Set Decorators Society of America                                    | Meilleurs décors et direction artistique d'un long métrage fantastique ou de science-fiction | Anna Pinnock et Adam Stockhausen                                                     | Nomination                                                          |                                                                     |
| Visual Effects Society Awards                                        | Meilleurs effets visuels dans un film en prise de vue réelle                                 | Julian Hutchens, Kathy Siegel, Robert Weaver, Andrew Whitehurst et Alistair Williams | Nomination                                                          |                                                                     |
| Visual Effects Society Awards                                        | Meilleur environnement fictif dans un film en prise de vues réelles                          | Stefan Andersson, Martin Eneroth-Johansson, Johan Gabrielsson et Adrian Tsang        | Nomination                                                          |                                                                     |

## Éditions en vidéo
- En France, le film Indiana Jones et le Cadran de la destinée est sorti en VOD le 25 octobre 2023[1].

Puis sort en DVD, en Blu-ray, dans une édition spéciale - SteelBook Blu-ray Collector, en édition 4K Ultra HD + Blu-ray et dans une édition exclusive FNAC boîtier SteelBook - 4K Ultra HD + Blu-ray le 10 janvier 2024.
- Au Québec, le film est sorti en VSD le 29 août 2023, sur Disney+ le 1er décembre 2023, puis en DVD, Blu-ray et 4K Ultra HD le 5 décembre 2023[3].